# Ain Chouater
Ain Chouater (franska: Ain Chouater (CR), Ain Chouater (Commune Rurale), arabiska: فجيج (البلدية)) är en kommun i Marocko.   Den ligger i provinsen Figuig och regionen Oriental, i den östra delen av landet, 400 km sydost om huvudstaden Rabat. Antalet invånare är 1 144.